# Thaddeus C. Pound

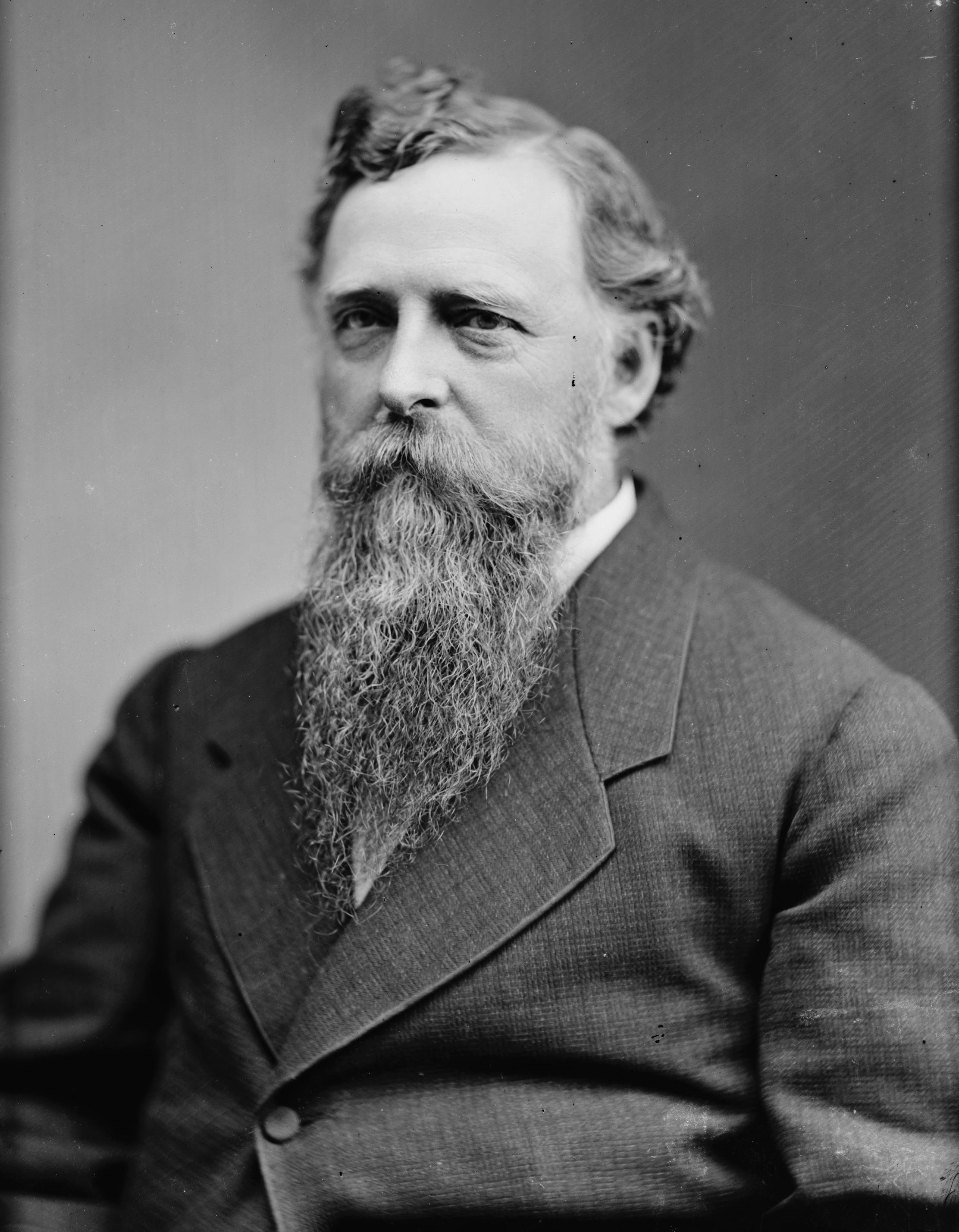
Thaddeus C. Pound

Thaddeus Coleman Pound (* 6. Dezember 1833 in Elk, Warren County, Pennsylvania; † 21. November 1914 in Chicago, Illinois) war ein US-amerikanischer Politiker. Zwischen 1877 und 1883 vertrat er den Bundesstaat Wisconsin im US-Repräsentantenhaus; zuvor war er dessen Vizegouverneur.

## Werdegang
Im Jahr 1838 zog Thaddeus Pound mit seinen Eltern in das Monroe County im Staat New York. Später zog die Familie nach Rochester weiter. Pound besuchte die öffentlichen Schulen seiner neuen Heimat, die Milton Academy in Wisconsin und die Rushford Academy im Staat New York. Im Jahr 1856 zog er in das Rock County in Wisconsin, wo er in der Holzbranche arbeitete. Pound wurde dort Präsident der Firma Union Lumbering Co. Außerdem war er Präsident der Eisenbahngesellschaft Chippewa Falls & Western Railway Co.
Politisch war Pound Mitglied der Republikanischen Partei. Zwischen 1864 und 1869 saß er mehrfach als Abgeordneter in der Wisconsin State Assembly. 1869 war er deren Präsident. In den Jahren 1870 und 1871 amtierte er als Vizegouverneur von Wisconsin unter Gouverneur Lucius Fairchild. 1872 war er auch Delegierter zur Republican National Convention in Philadelphia, auf der US-Präsident Ulysses S. Grant zur Wiederwahl nominiert wurde.
Bei den Kongresswahlen des Jahres 1876 wurde Pound im achten Wahlbezirk von Wisconsin in das US-Repräsentantenhaus in Washington, D.C. gewählt, wo er am 4. März 1877 die Nachfolge des Demokraten George W. Cate antrat. Nach zwei Wiederwahlen konnte er bis zum 3. März 1883 drei Legislaturperioden im Kongress absolvieren. Zwischen 1881 und 1883 war er Vorsitzender des Ausschusses zur Verwaltung der öffentlichen Liegenschaften.
1882 verzichtete Pound auf eine erneute Kandidatur für den Kongress. In den folgenden Jahren hat er kein weiteres höheres politisches Amt mehr bekleidet. Er wurde Präsident der Chippewa Spring Water Co.
Thaddeus Pound starb am 21. November 1914 in einem Krankenhaus in Chicago. Im Staat Wisconsin wurde der Ort Pound nach ihm benannt. Sein Enkel war der Dichter Ezra Pound.  